# Christian Walther (Theologe, 1655)
Christian Walther (* 31. Juli 1655 in Norkitten; † 17. Januar 1717 in Königsberg i. Pr.) war ein deutscher lutherischer Theologe.

## Leben
Der Sohn des Pfarrers Christian Walther († 1679) und dessen Frau Rosina Boltz hatte anfänglich Unterricht von Privatlehrern erhalten. Mit zwölf Jahren hatte er die Schule in Kneiphof besucht, wo er sechs Jahre lang seine Ausbildung fortsetzte. 1673 begann er ein Studium an der Universität Königsberg, welches er an der Universität Leipzig und an der Universität Jena fortsetzte. Hier waren Johannes Olearius, Johann Benedict Carpzov II., Johann Adam Schertzer, Johannes Musaeus, Johann Wilhelm Baier, Friedemann Bechmann, Johannes Frischmuth (1619–1687), Kaspar Posner (1626–1700) und Valentin Veltheim (1645–1700) seine prägenden Ausbilder gewesen. Am 11. Dezember 1677 erwarb er in Jena den akademischen Grad eines Magisters.
Zurückgekehrt nach Königsberg, erhielt er eine Hauslehrerstelle bei dem preußischen Staatsminister Johann Dietrich von Tettau (1620–1687), mit dessen Söhnen er sich ein halbes Jahr in Thorn aufhielt. Nach dem Tod seines Vaters übernahm er 1680 dessen Pfarramt in Norkitten und wurde 1681 Pfarrer in Sackheim. 1701 hatte man ihm eine außerordentliche Professur der Theologie an der Universität Königsberg übertragen. Er wurde Assessor des samländischen Konsistoriums und auswärtiges Mitglied der Kurfürstlich-Brandenburgische Societät der Wissenschaften. Die Brandenburgische Universität Frankfurt promovierte ihn im Mai 1702 zum Doktor der Theologie. In Königsberg wurde er zum vierten ordentlichen Professor der Theologie ernannt.
Nachdem man ihn 1704 zum Inspektor der Synagoge ernannt hatte, wurde er nach dem Tod von Friedrich Deutsch 1709 dritter ordentlicher Professor und nach dem Tod von Gottfried Wegner zweiter ordentlicher Professor der theologischen Fakultät. Zudem hatte sich Walther im Wintersemester 1712/13 als Prorektor an den organisatorischen Aufgaben der Königsberger Hochschule beteiligt. Nachdem er im Wintersemester 1716/17 zum Rektor der Alma Mater gewählt worden war, verstarb er an einem Fieber. Walther hatte sich vor allem auf die orientalischen Sprachen konzentriert und vertrat als Theologe die Position der lutherischen Orthodoxie.
Aus seiner 1680 geschlossenen Ehe mit Anne Groll stammen fünf Söhne und drei Töchter. Man kennt die Söhne Dr. Johann Dietrich Walther, Christian Walther und Bernhard Benedikt Walther, die ihren Vater überlebten.

## Werke
- De primi motoris sede ex mente Philosophi. Jena 1678
- Exercitatio De Duabus Tabulis Lapideis Mosi in monte Sinai datis: ad illustrandum locum Exod. XXXI. 18. & XXXII. 15. & 16. Königsberg 1679
- Disp. de quatuor poenarum generibus apud Ebraeus. Königsberg 1681
- Diss. de cultu divino Sanctuarii V. T. quem stando fieri oportebat. Königsberg 1700
- De viro, cujus nomen est germen, ad Zach VI. 12 illustrationem. Königsberg 1711

Werke die in der Literatur erscheinen, aber nicht nachgewiesen werden konnten:
- Duae Disputationibus de precibus Judaeorum …
- Cuius nomen est germen ex Zach. 6, 12.
- Octo Disp. de pluralitare personarum in divinis ex Gen. I, 26.
- Tres Disp. de ingressu sacerdotis summi solenni expiationis die in sanctum sanctorum.
- Quinque aliae de semine Abrahae, in quo benedicuntur omnes terra gentes.
- Progr. in quo benedicuntur omnes gentes.
- Una, quae exhibit tractatum R. Mosis Maimonidis de circumcisione cum interpretatione Latina et annotationibus.
- Progr. De vestimentis albis gloriosae Christi resurrectionis praecomun.

## Weblink
- Druckschriften von und über Christian Walther im VD 17.

| Personendaten    | Personendaten                   |
| ---------------- | ------------------------------- |
| NAME             | Walther, Christian              |
| KURZBESCHREIBUNG | deutscher lutherischer Theologe |
| GEBURTSDATUM     | 31. Juli 1655                   |
| GEBURTSORT       | Norkitten                       |
| STERBEDATUM      | 17. Januar 1717                 |
| STERBEORT        | Königsberg i. Pr.               |